# Чад на Чемпіонаті світу з легкої атлетики 2017
Чад на Чемпіонаті світу з легкої атлетики 2017, що проходив з 4 по 13 серпня 2017 року в Лондоні (Велика Британія) був представлений 1 спортсменом.

## Результати

### Чоловіки
Трекові і шосейні дисципліни
| Спортсмен     | Дисципліна | Забіги    | Забіги | Півфінал        | Півфінал        | Фінал           | Фінал           |
| Спортсмен     | Дисципліна | Результат | Місце  | Результат       | Місце           | Результат       | Місце           |
| ------------- | ---------- | --------- | ------ | --------------- | --------------- | --------------- | --------------- |
| Бачір Махамат | 400 м      | 47.50     | 47     | Завершив виступ | Завершив виступ | Завершив виступ | Завершив виступ |